# Советский (Новосибирский район)
Сове́тский — посёлок в Новосибирском районе Новосибирской области. Входит в состав Каменского сельсовета.

## География
Площадь посёлка — 65 гектаров.

## Население
| 2002 | 2007 | 2010 |
| ---- | ---- | ---- |
| 251  | ↘247 | →247 |

## Инфраструктура
В посёлке по данным на 2007 год функционируют 1 учреждение здравоохранения и 1 учреждение образования.